# 特里夫滕
特里夫滕是德国巴伐利亚州的一个市镇。总面积62.26平方公里，总人口5195人，其中男性2570人，女性2625人（2011年12月31日），人口密度83人/平方公里。